# Kilómetro 32
Kilómetro 32 är en ort i Mexiko.   Den ligger i kommunen Yautepec och delstaten Morelos, i den sydöstra delen av landet, 60 km söder om huvudstaden Mexico City. Kilómetro 32 ligger 1 252 meter över havet och antalet invånare är 123.
Terrängen runt Kilómetro 32 är kuperad åt nordväst, men åt sydost är den platt. Runt Kilómetro 32 är det mycket tätbefolkat, med 1 056 invånare per kvadratkilometer. Närmaste större samhälle är Jiutepec, 16,8 km väster om Kilómetro 32. Omgivningarna runt Kilómetro 32 är en mosaik av jordbruksmark och naturlig växtlighet.